# Lernanthropinus nematistii
Lernanthropinus nematistii is een eenoogkreeftjessoort uit de familie van de Lernanthropidae. De wetenschappelijke naam van de soort is voor het eerst geldig gepubliceerd in 1988 door Deets & Benz.